# (5831) Dizzy
(5831) Dizzy ist ein Asteroid des Hauptgürtels, der am 4. Mai 1991 von den japanischen Astronomen Seiji Ueda und Hiroshi Kaneda an der Sternwarte in Kushiro (IAU-Code 399) entdeckt wurde.
Der Asteroid gehört zur Adeona-Familie, einer Gruppe von Asteroiden, die nach (145) Adeona benannt ist.
Der Himmelskörper wurde am 15. Dezember 2005 nach dem US-amerikanischen Jazzmusiker (Trompeter), Komponisten, Sänger, Arrangeur und Bandleader Dizzy Gillespie (1917–1993) benannt, der neben Thelonious Monk und Charlie Parker zu den Wegbereitern des Bebop zählt.